# 9749 Ван ден Ейнде
9749 Ван ден Ейнде (9749 Van den Eijnde) — астероїд головного поясу, відкритий 3 квітня 1989 року.
Тіссеранів параметр щодо Юпітера — 3,486.